# Банк (фильм, 1915)
«Банк» (англ. The Bank, другие названия — Charlie Detective / Charlie at the Bank / Charlie in the Bank) — короткометражная трагикомедия Чарли Чаплина, выпущенная 9 августа 1915 года.

## Сюжет
Фильм начинается с того, что бродяга Чарли является в банк, открывает сейф и… достает оттуда ведро, швабру, униформу. Он — скромный уборщик, постоянно конфликтующий со своим коллегой и то и дело задевающий клиентов своей мокрой тряпкой. При этом он питает тёплые чувства к молоденькой машинистке, однако и здесь его ждёт разочарование — она влюблена в другого Чарльза, пожилого кассира. Вскоре, однако, уборщику предоставляется шанс проявить себя: на банк нападают грабители, а Чарли держится молодцом и активно участвует в их задержании. За это его ждёт заслуженная награда — любовь машинистки. Впрочем, всё это оказывается лишь сном, а в реальности его ждут все те же ведро и швабра.

## В ролях
- Чарли Чаплин — Чарли, уборщик в банке
- Эдна Пёрвиэнс — машинистка
- Карл Стокдейл — Чарльз, кассир, возлюбленный машинистки
- Билли Армстронг — второй уборщик
- Чарльз Инсли — президент банка
- Лео Уайт — клерк
- Фред Гудвинс — лысый кассир / грабитель